# Ukiyo

Onna yu (baño de mujeres), estampa ukiyo-e de Torii Kiyonaga.

El ukiyo (浮世 «mundo flotante»?) es el nombre con el que se describe un estilo de vida urbano, principalmente de tipo hedonista que se desarrolló durante el período Edo de la historia de Japón. La cultura del «mundo flotante» se desarrolló en Yoshiwara, un distrito rojo en Edo (hoy Tokio) que contaba con permiso del shogunato para operar, en donde existían gran cantidad de burdeles, casa de té chashitsu y teatros de kabuki, lugares que frecuentaban los chōnin, miembros de la creciente clase comerciante de la época.
La cultura ukiyo se desarrolló de igual modo en otras ciudades como Osaka y Kioto, desarrollándose distintos tipos de expresiones artísticas como el ukiyo-e (浮世絵?   «estampas del mundo flotante») o el ukiyo-zōshi (浮世草子?   «libros del mundo flotante»), del cual Ihara Saikaku fue el primer gran representante.
El término es una alusión irónica homófona del término budista (憂き世), el cual tenía una visión pesimista del mundo. Asai Ryōi, en su Cuentos del mundo flotante, describió al ukiyo de la siguiente manera:

[...] viviendo solo para el momento, saboreando la luna, la nieve, los cerezos en flor y las hojas de arce, cantando canciones, bebiendo sake y divirtiéndose simplemente flotando, indiferente por la perspectiva de pobreza inminente, optimista y despreocupado, como una calabaza arrastrada por la corriente del río.